# St.-Johannes-Kirche (Wiefelstede)

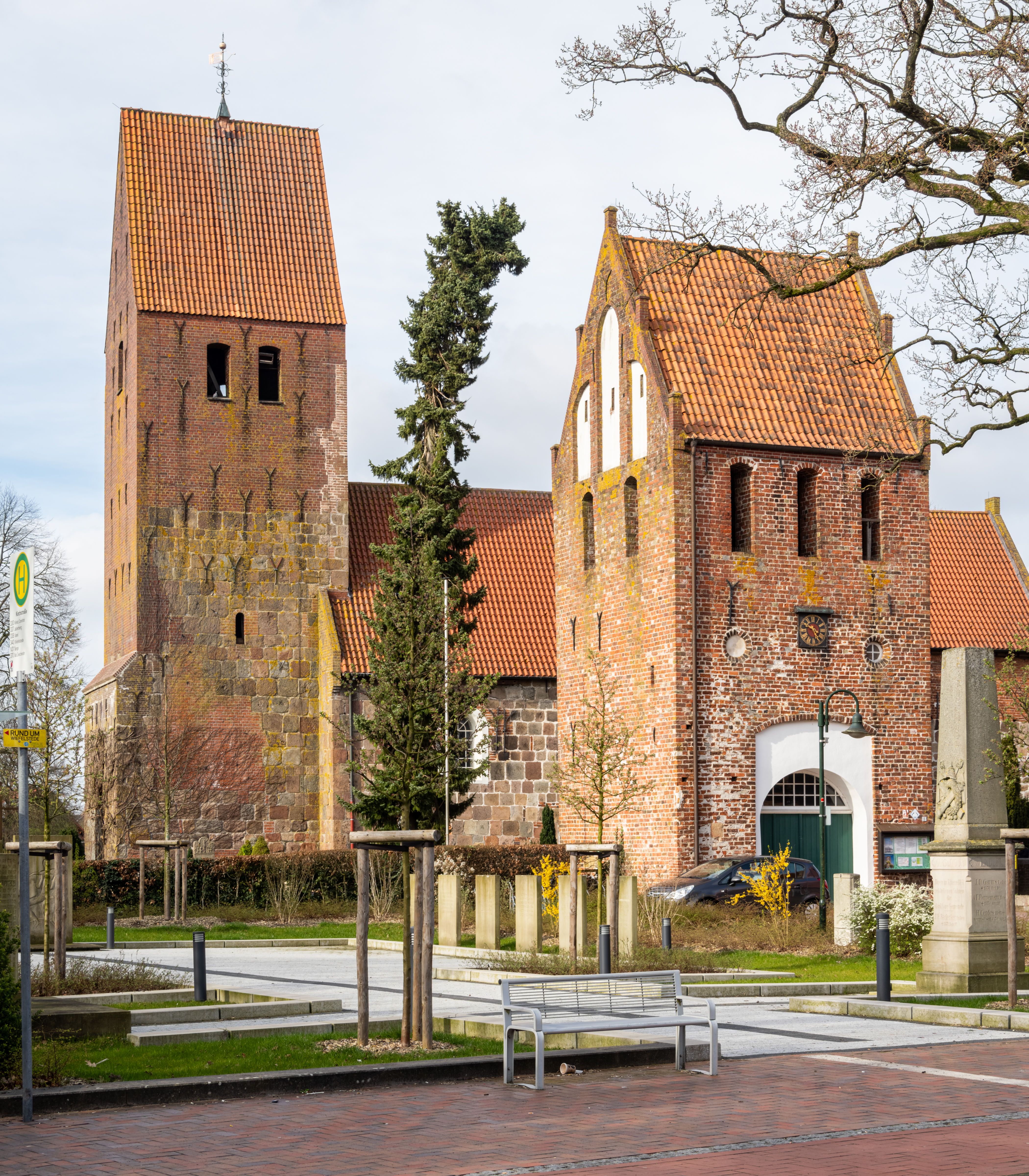
St. Johannes-Kirche mit freistehendem Glockenturm

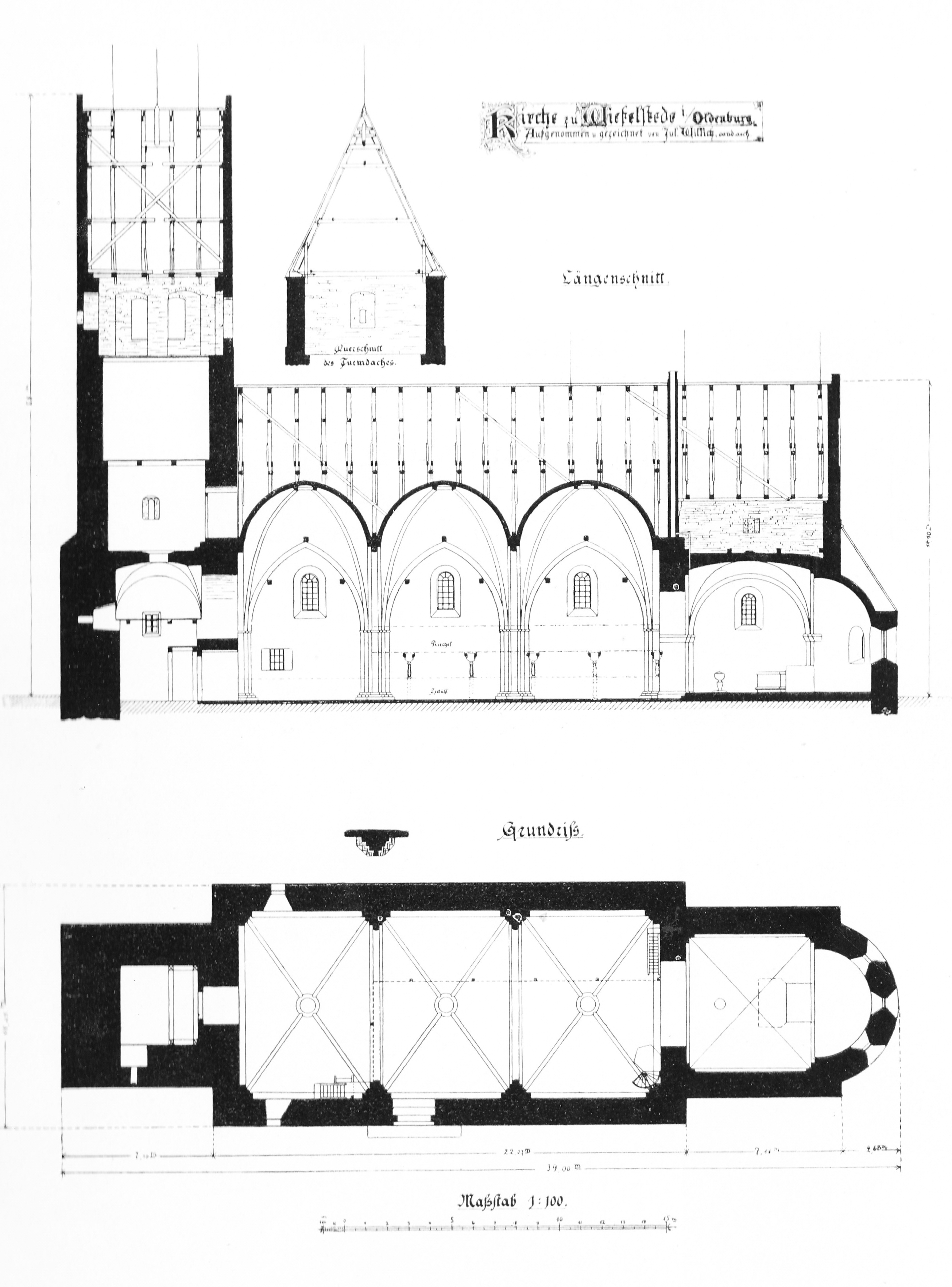
Aufriss und Grundriss der Kirche (1907)

Die evangelisch-lutherische St.-Johannes-Kirche in Wiefelstede im Landkreis Ammerland geht auf den ältesten Kirchenbau des Ammerlandes zurück. Der Kirchenbau wurde um 1200 begonnen und bis ins 15. Jahrhundert stetig verändert. Das Gotteshaus enthält bemerkenswerte Ausstattungsstücke aus mittelalterlicher und barocker Zeit.

## Geschichte
Im Jahre 1057 weihte Erzbischof Adalbert von Bremen wohl an der heutigen Stelle eine erste Kirche. Sie gilt als Mittelpunkt eines ersten Großkirchspiels im damaligen Ammergau. Eventuell gab es zuvor eine ältere Holzkirche wie an anderen Orten. Adalbert unterstellte die Kirche dem Schutz Johannes des Täufers und der heiligen Radegundis, deren Erwähnung in diesem Gebiet einmalig ist.

## Baugeschichte

### Erstes frühmittelalterliches Gotteshaus
Der älteste Teil der um 1200 errichteten Saalkirche ist das eingezogene (d. h. gegenüber dem Schiff weniger breite) Chorquadrat mit Kreuzgratgewölbe und halbrunder, niedriger Apsis. Sie hat die für die Frühzeit typischen kleinen Rundbogenfenster mit weit sich öffnenden Laibungen.

### Erweiterungsbauten
Im späten 13. Jahrhundert wurde das Schiff nach Westen auf drei Joche erweitert; am Außenbau ist deutlich ein entsprechender Wechsel von kaum bearbeiteten Findlingen zu rechteckig behauenen und sorgfältiger gesetzten Quadern zu erkennen. Auch die Einwölbung des gesamten Schiffs fällt in diese Bauphase, ebenso wie der Westturm mit seinen im unteren Viertel fast drei Meter starken Mauern. Die in Backstein ausgeführte Erhöhung des Chorquadrats mit fünf Blendnischen außen an der Ostwand und die Aufstockung des Westturms mit seinem Pultdach wurden im 15. Jahrhundert ausgeführt. Eiserne Anker in Nord- und Südmauern von Chor und Schiff dienen der Stützung des Mauerwerkes.

### Glockenturm

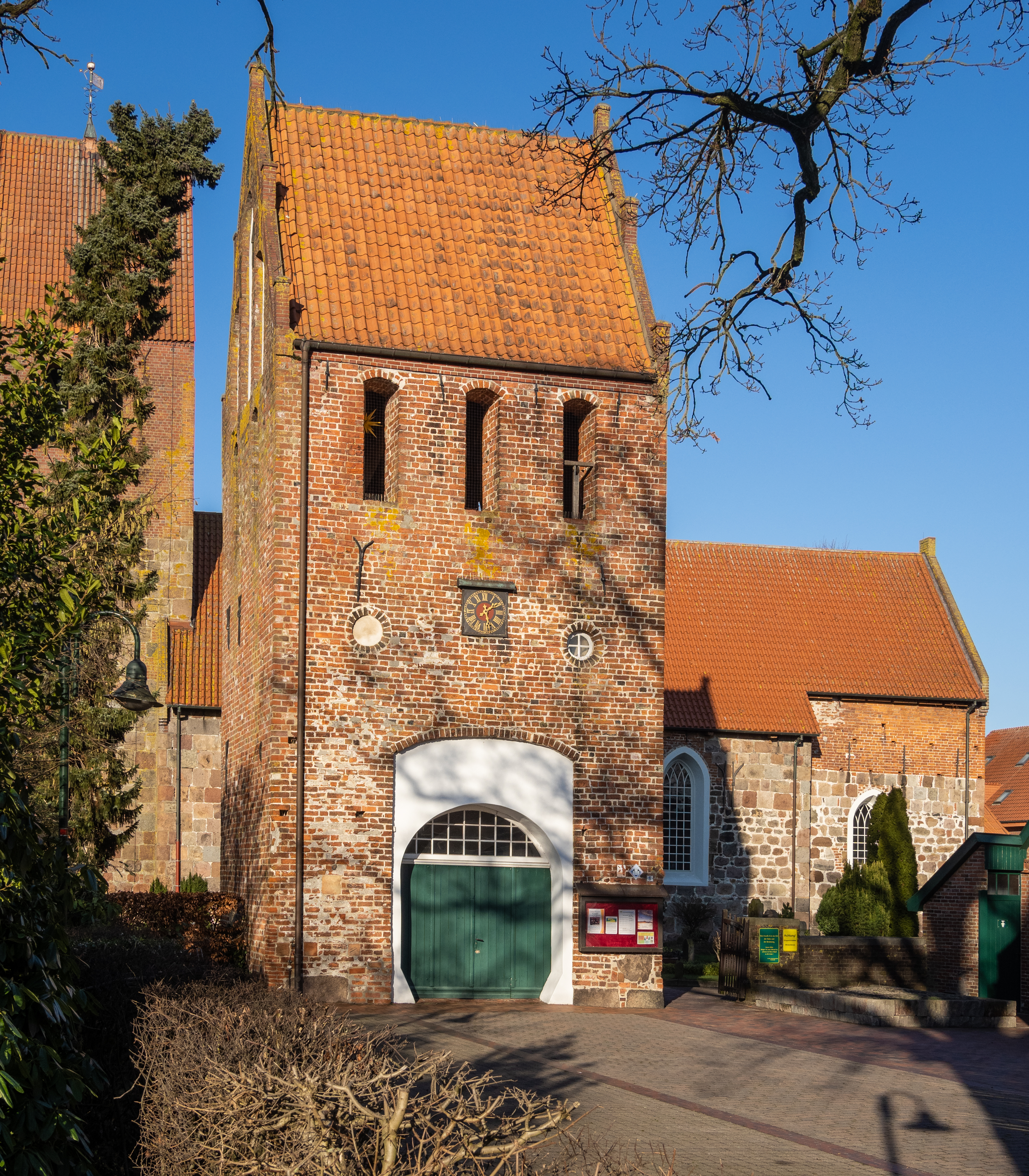
Glockenturm der St. Johannes-Kirche

Der Glockenturm, wie andere Ammerländer Durchgangstürme auch von der Kirche getrennt stehend, wurde frühestens gegen Ende des 15. Jahrhunderts aus Backsteinen gebaut. Im oberen Teil ist er – ebenso wie die Mauer über der Apsis – durch Blendnischen gegliedert. Hier hängen die beiden Glocken, die Johann Frese aus Osnabrück 1503 und 1507 gegossen hat.

## Ausstattung

### Wandmalerei
Bei der Renovierung um 1980 wurden Bemalungen verschiedener Perioden festgestellt. Eine blaue Bemalung der Gewölberippen, vermutlich aus dem ersten Drittel des 19. Jahrhunderts, wurde wiederhergestellt und mit einem roten Bogenmuster begleitet. In der Nordwand des Bogens vor dem Chor befinden sich gotische Wandmalereien vom Ende des 14. Jahrhunderts. Sie wurden 1957 von Hermann Oetken – mit Veränderungen – erneuert. Jesus hängt mit geneigtem Kopf, überstreckten Armen und von Blut spritzenden Wunden an einem Kreuz, dessen Balken gleich lang sind. Darunter stehen Maria und Johannes, außen Petrus mit Schlüssel und Paulus mit Schwert und Buch. Die Wandnische darunter, die durch ein Gitter aus schmiedeeisernen, mit Blüten besetzten Bändern geschlossen wird, diente vermutlich der Aufbewahrung von Altargerät.
Über dem Chorbogen findet sich, umkränzt und bekrönt mit einer Ehrenkrone (Off 2,10 ) der Name des Pastors Ernst Wilhelm Baars. Er wirkte hier von 1820 bis 1837 „vielgerühmt“ als Vorstand der landwirtschaftlichen Gesellschaft.

### Altar

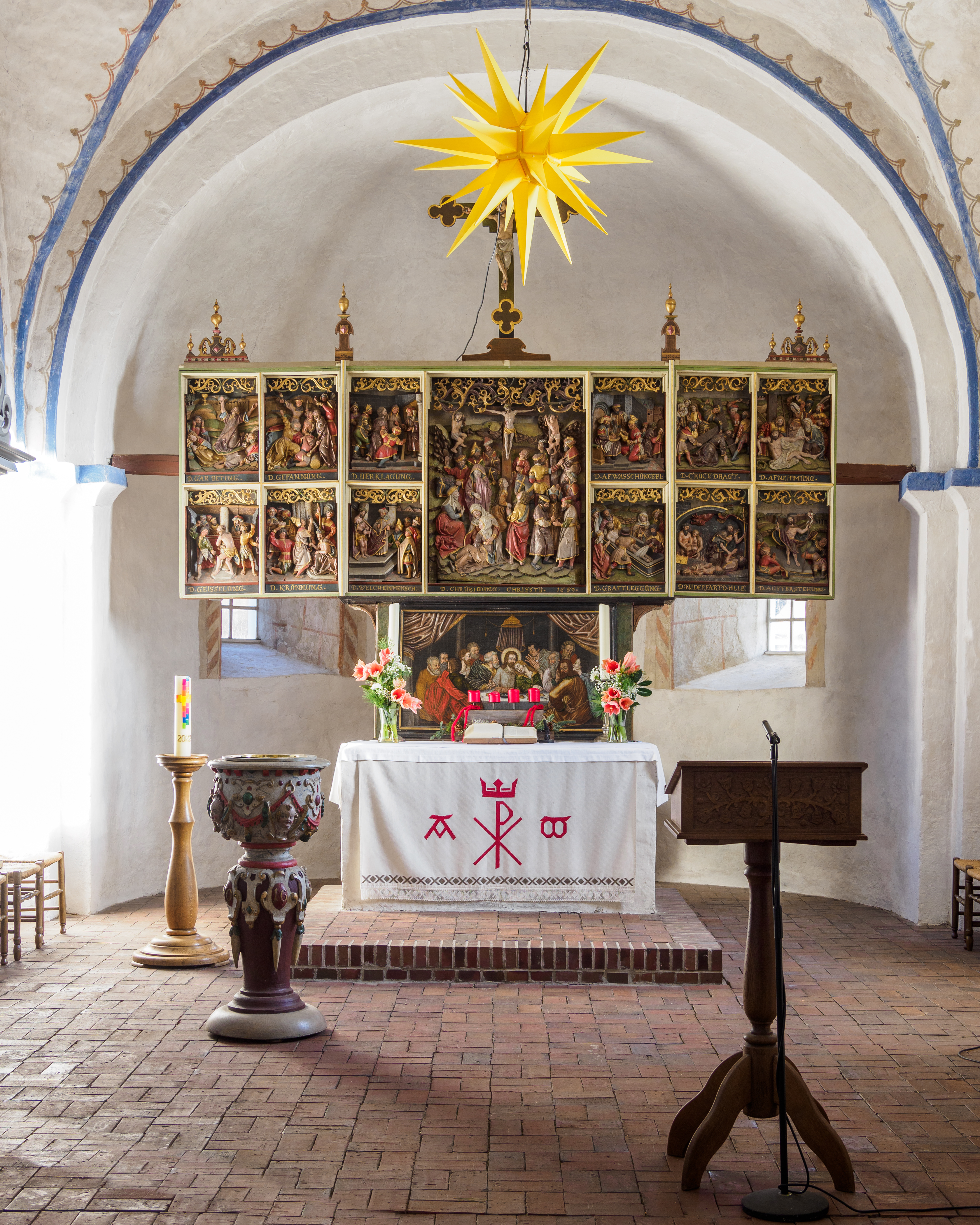
Altar

Der Mittelschrein des großen, fast vier Meter breiten Flügelretabels enthält einen vielfigurigen Kalvarienberg, flankiert von vier Passionsszenen und acht weiteren auf den Flügeln. Sie erzählen die Leidensgeschichte Christi von der Ölbergszene bis zur Auferstehung. Die farbige Fassung ist nicht mehr ursprünglich, wie auch die Gemälde auf den Außenseiten der Flügel verloren sind. Als Vorlage diente dem Schnitzer Dürers Kleine Kupferstichpassion von 1508–1512, was eine Entstehung um 1520 wahrscheinlich macht, denn mit dem Einsetzen der Reformation wurden sicher keine neuen Bildaltäre dieser Art mehr angeschafft.
Den Altar überragt um 120 Zentimeter ein Kruzifix mit Kleeblattformen an den Balkenenden. Es dürfte als Vortragekreuz bei Prozessionen gedient haben und bereits aus dem frühen 14. Jahrhundert stammen.

### Abendmahlsbild
Aus dem 17. Jahrhundert, wohl aus dem Zusammenhang einer Restaurierung von 1669, stammt das Abendmahlsbild, das an der Südseite des Chorraums hängt und seinen Platz zeitweise in der Predella des gotischen Retabels hatte. Vorlage war ein Stich von Jan Sadeler (1550–1600).

### Kanzel

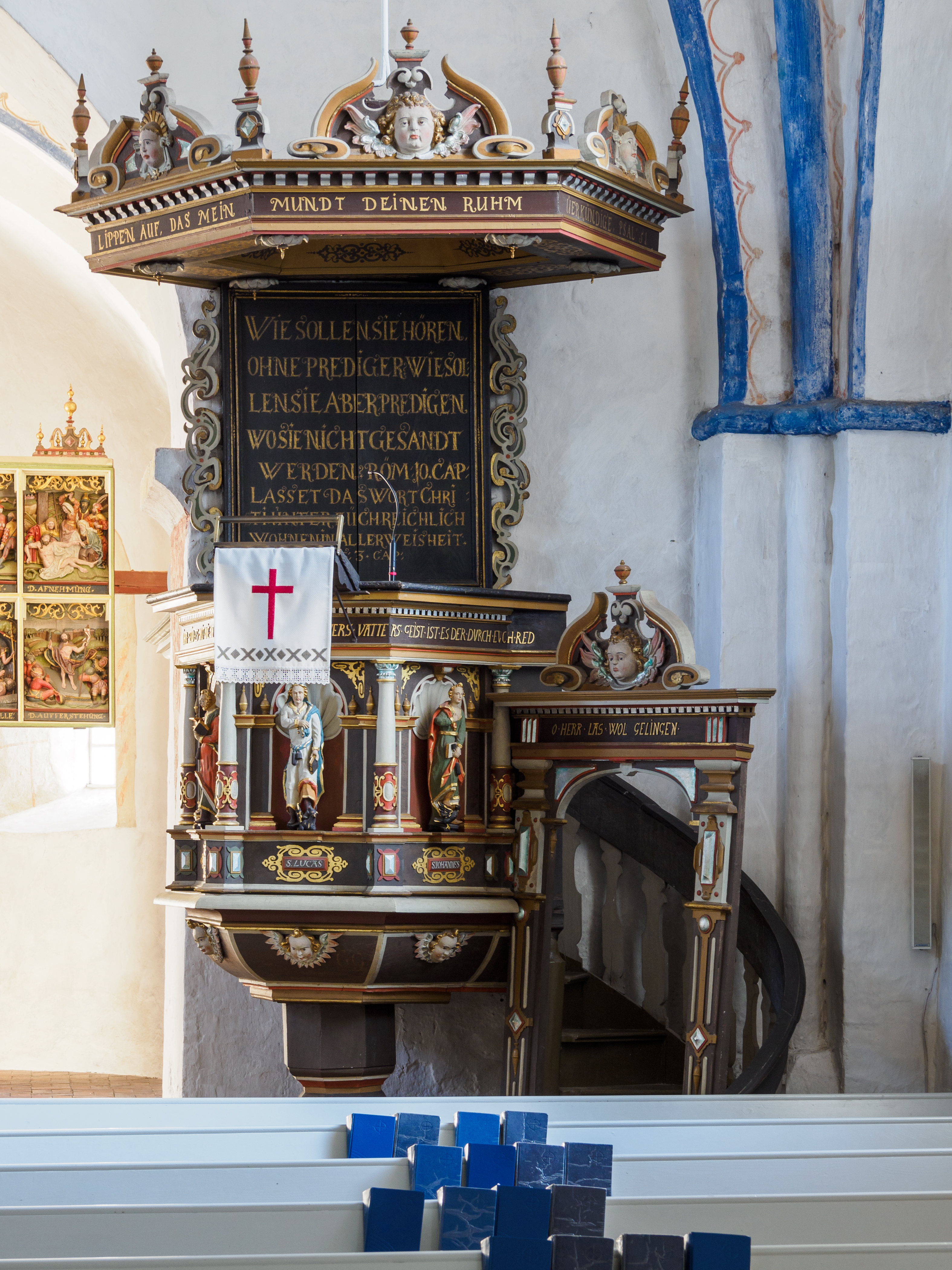
Kanzel

Die Kanzel wurde laut Kirchenrechnung 1644 von Meister Gert Borkemann aus Oldenburg angefertigt. In flachen Bogennischen stehen die Figuren der vier Evangelisten mit ihren Attributen Mensch – Löwe – Stier – Adler. Das Innere des Schalldeckels hat an den Ecken plastische Blütenformen, Arabesken und einen Stern in der Mitte. Den Aufbau bilden Engelsköpfe wie auch an den Außenseiten des Kanzelbodens. Auf der Randleiste ist zu lesen: „HERR, TUE MEINE LIPPEN AUF, DAS MEIN MUNDT DEINEN RUHM VERKÜNDIGE“ (Ps 51,17). Über dem von einem Engelskopf gekrönten Aufgang steht wohl einzigartig das Stoßgebet des Predigers: „O HERR LAS WOL GELINGEN“ (Ps 118,25).

### Gestühl
An der Nordwand des Chores steht der Stuhl der Landesherrschaft. Das Wappen mit zwei Schwänen als Wappenhalter, sowie das Monogramm Christian VI. (1730–1746) zeigen seine Herkunftszeit an. Aber auch lokale Herrschaften, Amtsleiter oder 1870 noch ein Gutsbesitzer hatten diesen Stuhl inne. Gegenüber steht ein entsprechender Stuhl mit der Jahreszahl 1732 im Gitterwerk, der den Kirchenjuraten vorbehalten war. Die Monogramme weisen auf die Juraten Frerichs und Mienen.

### Taufe

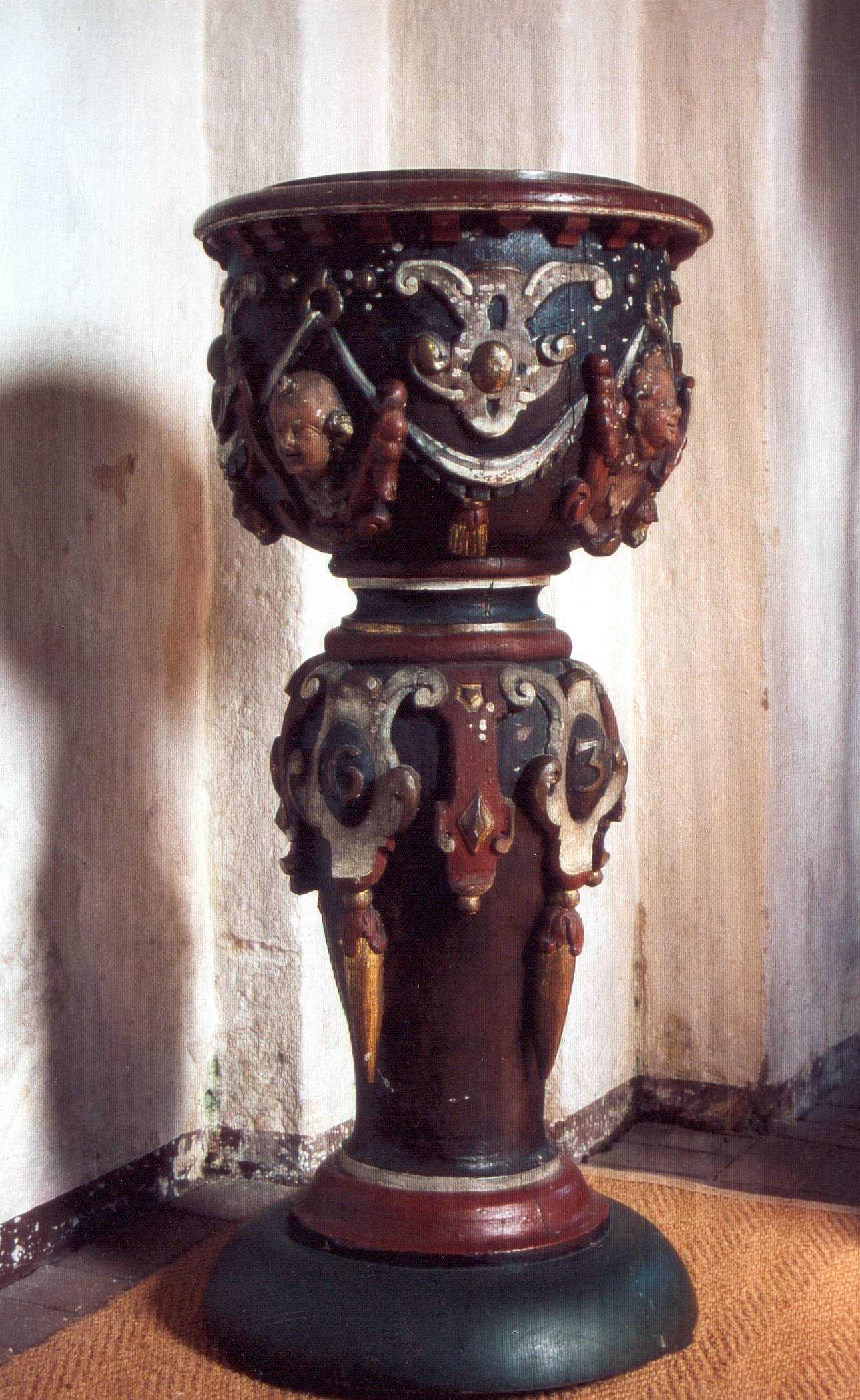
Taufstein

Der balusterförmige Unterbau des Taufbeckens ist aus Eichenholz geschnitzt. Die Inschrift weist auf 1637. Die Kirchenrechnung ist erhalten und bemerkt: „Der Block dazu hat ein Reichstaler gekostet. Meister Johann Ludewig in Oldenburg hat ihn gearbeitet für sechs Reichstaler und zwei Bündel Flachs für die Frau.“ Neben barockem Dekor sind vier geflügelte Engelsköpfe eingeschnitzt. In Wiefelstede gibt es im Jahr ungefähr 90 Taufen.

### Orgel

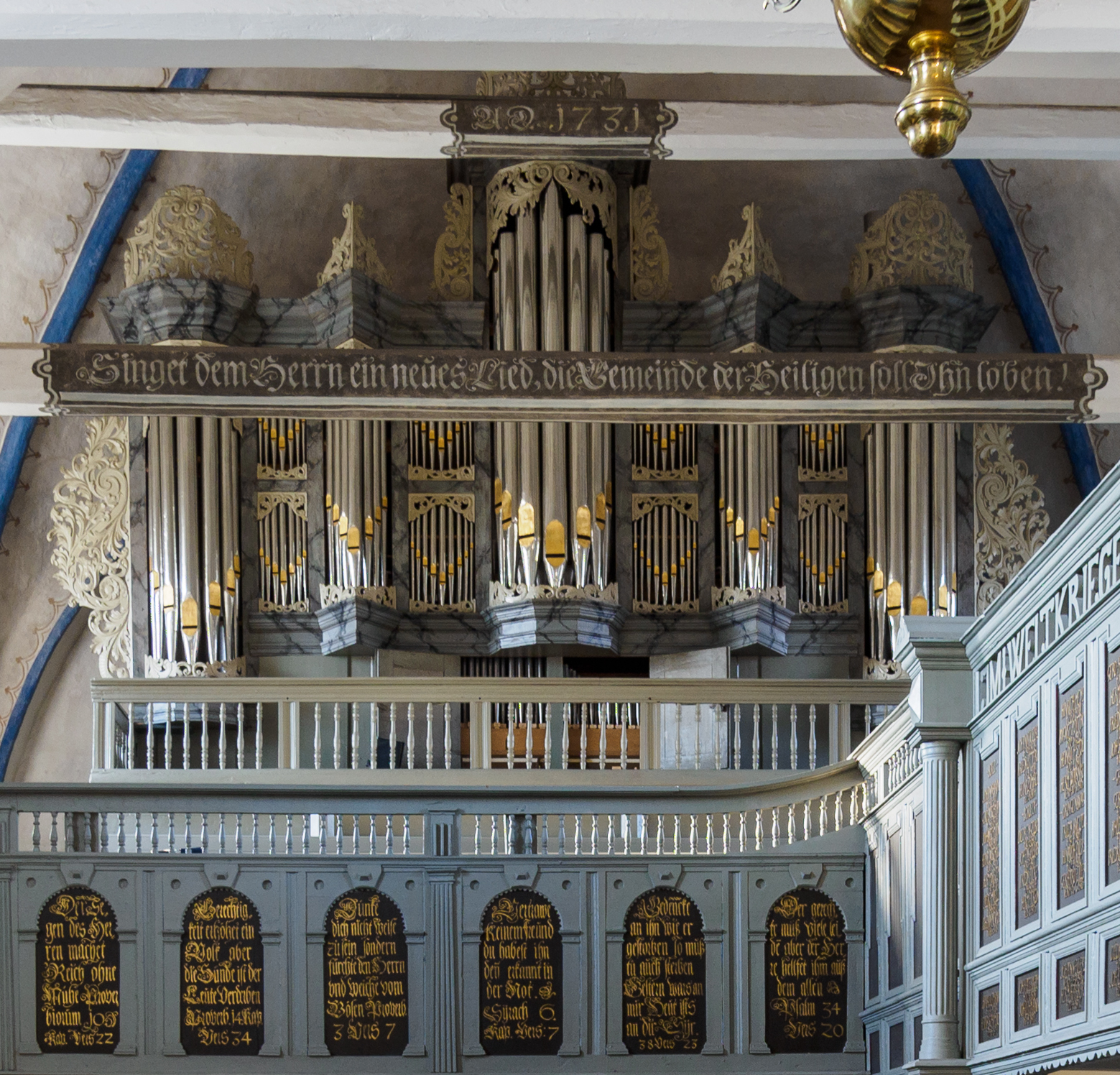
Barockorgel von Christian Vater

Die Orgel aus der Werkstatt Christian Vaters, eines Schülers von Arp Schnitger, wurde 1731 fertiggestellt und enthält noch neun originale Register. Ihr Bau ab 1729 wurde ermöglicht durch eine 1727 verfügte Schenkung des Majors Wolf von Böselager zu Lehe. Er erhielt dafür das standesgemäße Begräbnis in der Kirche. Sein Wappen hat seinen Platz an der Südwand. Die Orgel hatte damals 18 Register und eigenständiges Pedal. Im Jahre 1862 fand ein großer Umbau durch den Orgelbauer Johann Claussen Schmid aus Oldenburg statt. Er entfernte die Hälfte der Register und änderte die Disposition grundlegend. 1935 erfolgte eine erste Restaurierung durch den Orgelbauer Alfred Führer aus Wilhelmshaven. 1982 wurde die wertvolle Orgel von derselben Firma restauriert und dem ursprünglichen Bestand weitgehend angenähert. Eine grundlegende Restaurierung erfolgte in den Jahren 2011 bis 2014 durch den niederländischen Orgelbauer Henk van Eeken, der alle später ersetzten Teile konsequent rekonstruierte. Die Disposition lautet seitdem wieder wie im Jahr 1731:
| I Hauptwerk CDE–c3 |    |   |
| Principal          | 8′ | V |
| Rohrfloit          | 8′ | V |
| Octav              | 4′ | V |
| Quinta             | 3′ | E |
| Octav              | 2′ | V |
| Mixtur IV          |    | E |
| Trompet            | 8′ | E |
| Vox humana         | 8′ | E |

| II Brustwerk CDE–c3 |    |     |
| Liebl. Gedackt      | 8′ | V   |
| Floit               | 4′ | V   |
| Waldfloit           | 2′ | V/E |
| Sesquialt II        |    | E   |
| Dulcian             | 8′ | E   |

| Pedal CDE–d1 |     |     |
| Principal    | 8′  | V   |
| Oktave       | 4′  | V   |
| Posaun       | 16′ | V/E |
| Trompet      | 8′  | E   |
| Trompet      | 4′  | E   |

V = Christian Vater (1731)
E = Henk van Eeken (2011–2014)
- Koppeln: I/P, I/II (Schiebekoppel)
- Tremulant: Bocktremulant
- Windversorgung:
  - 4 Keilbälge
  - Winddruck: 69 mmWS
- Stimmung:
  - Höhe: 1⁄2 Ton über a1= 440 Hz
  - Wohltemperierte Stimmung (Kellner-Bach)

### Weitere Ausstattungsstücke

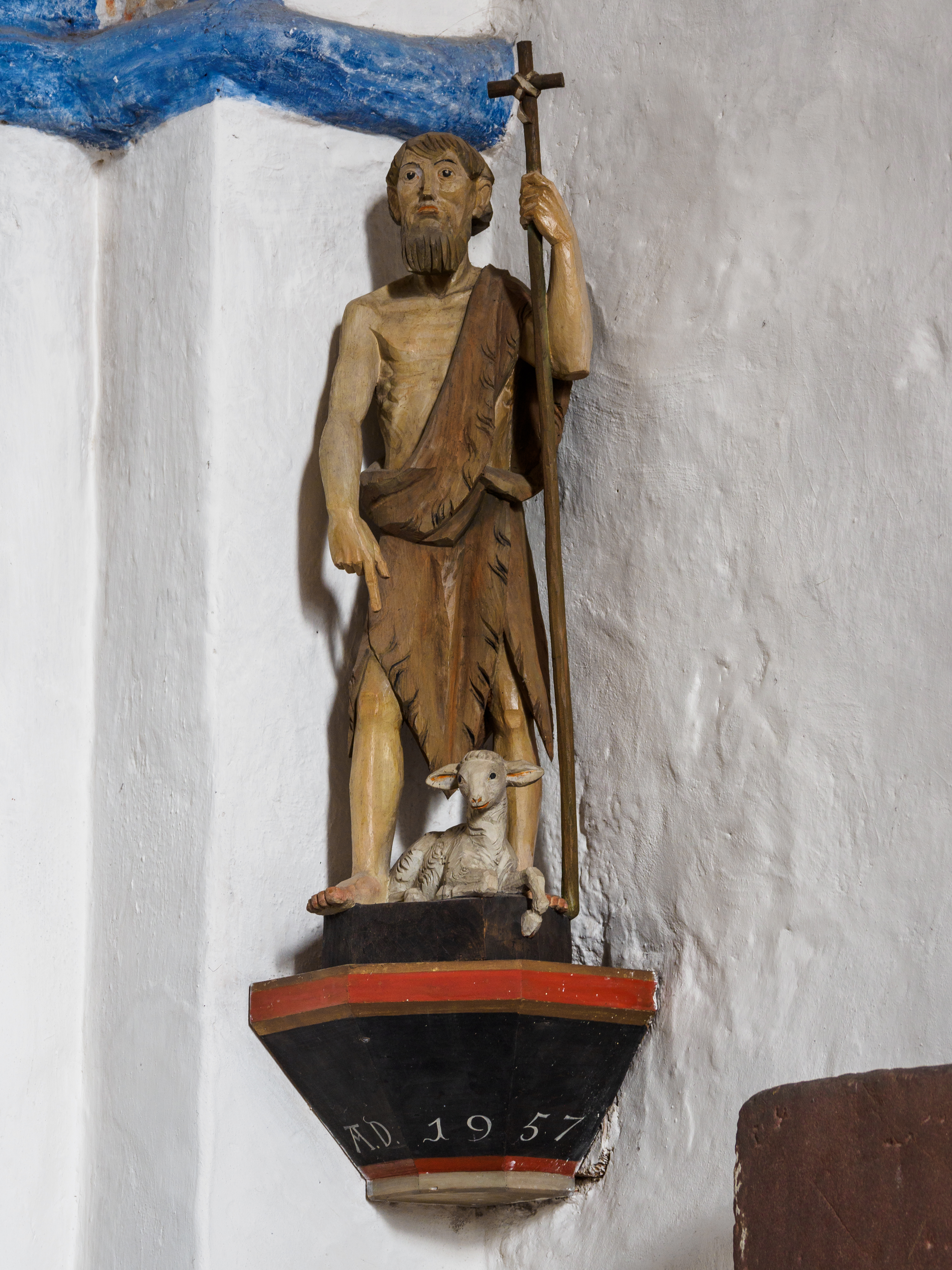
Johannes der Täufer

Der aus einem Eichenstamm gefertigte, mit schmiedeeisernen Bändern und einem Bügelschloss – das später aufgebrochen wurde – versehene Opferstock steht heute hinter dem Altar.
Zum 900. Jahrestag der Kirchweihe 1957 schenkte der Gemeindekirchenrat eine Statue, die in der Nordostecke des Schiffes auf einer Konsole steht. Johannes der Täufer zeigt auf das Gotteslamm Christus. (Joh 1,29 )
Die trapezförmige Grabplatte an der nordwestlichen Wand vor dem Chor besteht aus rötlichem Sandstein von der Oberweser. Entstanden wohl zu Beginn des 12. Jahrhunderts lag sie ursprünglich vor dem Altar und ist das älteste Werkstück in der Kirche.

## Grabsteine und Gedenkstätten auf dem Kirchhof
Besonders die sieben Grabstelen aus Oberkirchner Sandstein aus dem 17. und 18. Jahrhundert, von denen einige links von der Kirchentür aufgestellt sind, fallen ins Auge. Nahe der Kirchentür steht ein unten abgebrochener Grabstein, dessen Inschrift als einzige der über 440 Stelen dieses Zeitraums im Oldenburger Land vollständig in Plattdeutsch ausgeführt ist. Die Familie des Verstorbenen GERDT HENNINGES aus Mansholt, gekennzeichnet durch ein kleines Kreuz, ist unter dem gekreuzigten Christus kniend dargestellt. Er verunglückte am 20. Juni 1634 „Bi INFALING UNSES NIE UPGERICHTETEN SIELES BI DER WAPEL DERMATE BESCHEDIGET DAT HE SINEN GEIST UPGEF“. Besondere Grab- und Gedenkstätten finden sich vor dem Friedhof für Soldaten der Kriege 1870–1871, 1914–1918, 1939–1945 und auf dem nordwestlichen Friedhofsteil ein Grab für elf russische und polnische, sowie nordöstlich 13 Gräber für deutsche Kriegstote.

## Verwaltung
Die St.-Johannes-Kirche unterhält für den unmittelbaren örtlichen Kontakt ein Kirchenbüro in der Kirchstraße 4.
Für weitere Aufgaben der Kirchengemeinde ist die Regionale Dienststelle Ammerland in Westerstede, Kirchenstraße 20, zuständig.